# Bad and Boujee
„Bad and Boujee” – piosenka amerykańskiej grupy hip-hopowej Migos, do której gościnnie dograł się raper Lil Uzi Vert. Została wydana 28 października 2016 jako główny singiel z ich drugiego studyjnego albumu Culture. Singiel został wydany przez Quality Control Music, 300 Entertainment i Atlantic Records. Piosenka została wyprodukowana przez Metro Boomin, przy koprodukcji G Koop.
Pod koniec grudnia 2016 r. „Bad and Boujee” stało się fenomenem internetowym, powodując powstanie wielu memów z tekstem „rain drop, drop top”. Piosenka znalazła się w pierwszej dziesiątce, a później osiągnęła szczyt na pierwszym miejscu listy Billboard Hot 100 21 stycznia 2017, co czyni ją pierwszym singlem numer jeden na tej liście zarówno dla Migos, jak i dla Lil Uzi Verta. Singiel otrzymał nominację do nagrody Best Rap Performance na 60. dorocznej ceremonii rozdania nagród Grammy.

## Pozycje na listach
Piosenka osiągnęła numer jeden na liście Billboard Hot 100. Tydzień po tym została prześcignięta przez „Shape of You” Eda Sheerana, ale w następnym tygodniu ponownie odzyskała swoją szczytową pozycję i została na niej przez kolejne dwa tygodnie, zanim ponownie została zastąpiona przez „Shape of You”. Pozostała w pierwszej dziesiątce listy przebojów przez 14 kolejnych tygodni, a później została sklasyfikowana jako szósta pod względem wielkości piosenka 2017 roku.
„Bad and Boujee” również osiągnęła piątą pozycję w Kanadzie, stając się pierwszym singlem Migos i Lil Uzi Verta na liście przebojów w tym kraju. Do 20 czerwca 2017 roku piosenka sprzedała się w ilości 4 000 000 egzemplarzy w Stanach Zjednoczonych. Piosenka została certyfikowana poczwórną platyną przez Recording Industry Association of America (RIAA).
W Polsce nagranie uzyskało status złotej płyty.